# Se sei vivo spara
Se sei vivo spara è un film del 1967, diretto da Giulio Questi e scritto con Franco Arcalli.
È considerato uno dei più violenti e stranianti spaghetti-western prodotti in Italia. Il film è una sorta di esperimento, ed è pieno di immagini violente e scioccanti come lo scotennamento di un indiano, il ventre di un uomo squarciato per recuperare una pallottola d'oro e un gruppo di cavalli sventrati da una bomba.
Le immagini estremamente violente sono, a detta del regista, un rimando alle reali violenze vissute durante l'esperienza fatta nella Resistenza italiana.
(Giulio Questi citato da Luca Beatrice)

## Trama
Una banda eterogenea di statunitensi e messicani compie una rapina ai danni di alcuni soldati dell'esercito. Gli statunitensi però, decidono di non stare ai patti e, per non dividere con i messicani, li fucilano tutti. Nell'esecuzione sommaria, uno dei messicani però viene soltanto ferito, e viene salvato da due indiani che si trovavano a passare di lì poco dopo. Gli indiani pensano che il bandito sia risorto, e lo seguono per farsi raccontare dei verdi pascoli da cui è tornato. Con l'oro che il bandito aveva con sé, forgiano delle pallottole, dicendogli che per lui che ha visto la morte, ora l'oro può servirgli solo per la vendetta.
I banditi statunitensi, intanto, giungono in una cittadina semi-deserta e fortemente bigotta. Qui, i cittadini, appena capiscono che i banditi hanno molto oro con sé, facendo appello alla loro rettitudine morale e alle leggi divine, iniziano un linciaggio collettivo. Solo Oaks, uno dei banditi, riesce a barricarsi in una casa, ma proprio in quel momento il bandito messicano, chiamato Hermano ("fratello") dagli indiani, arriva in città. Oaks, non credendo ai propri occhi, ha un attimo di esitazione, e Hermano riesce a ferirlo.

Hermano, Sorrow, Evan e gli uomini di Sorrow nelle uniformi nere ricamate

Mentre i cittadini stanno per impiccare anche l'ultimo dei banditi, arriva in città Sorrow, un ricco proprietario terriero che era stato messo al corrente dell'arrivo dei ricchi banditi in città. Ma dell'oro non c'è più nessuna traccia, perciò Sorrow cerca di salvare l'ultimo dei banditi per avere informazioni da lui. Ma durante l'intervento per rimuovere i proiettili di Hermano, il medico trova l'ogiva d'oro, e tutti gli uomini che stavano reggendo il corpo del bandito infilano le mani nelle ferite aperte per tirare fuori il prezioso metallo. Oaks muore tra atroci sofferenze, e Sorrow non può più sapere chi ha preso l'oro della rapina. Ma Sorrow è sicuro che sia Templer, l'oste, ad avere l'oro dei banditi, perciò rapisce Evan, suo figlio. In realtà l'oste ha diviso l'oro con Hagerman, uno degli uomini più bigotti e in vista del paese, e Hagerman non ne vuol sapere di ridare la sua parte indietro. Così Templer decide di bluffare, e manda a dire a Sorrow che lui non ne sa niente dell'oro. Sorrow vuole uccidere il ragazzo ma Hermano lo convince a graziarlo. Nella notte però, Evan viene violentato dai pistoleri di Sorrow, e la mattina dopo si toglie la vita. Hermano allora, riporta il cadavere a Templer, spronandolo a consegnargli l'oro, ma Templer continua a negare. Quando gli uomini di Sorrow gli mettono a soqquadro la casa per trovare l'oro, lui lo nasconde nella bara del figlio. Durante il funerale, Hagerman va a casa di Templer per rubargli l'oro, e lì trova i cuscini della bara.

Una delle scene inizialmente censurate in cui un indiano viene scalpato dalla folla

Capisce così che l'oro è nella tomba, non essendoci altri motivi per togliere i cuscini di riempimento alla bara. Intanto Hagerman ospita a casa sua Hermano. Hagerman tiene chiusa in camera sua moglie, dicendo che è pazza. In realtà fa uscire la moglie dalla sua cella in modo da farla parlare con Hermano. Questi promette di portarla in salvo, e giace con lei. Approfittando del sonno di Hermano, Hagerman gli ruba la pistola, e la usa per uccidere Templer. La donna di Templer però, assiste alla scena, e avvisa Hermano dell'accaduto, rivelandogli il nascondiglio dell'oro in cambio di protezione. In città però scoppia una vera e propria caccia all'uomo, un indiano viene scalpato, la donna di Templer uccisa, ma Hermano viene rapito dagli uomini di Sorrow. Accusato di doppiogiochismo Sorrow tortura Hermano fino a farsi dire dov'è l'oro. Alla fine Hermano cede, ma in realtà la tomba del ragazzo è stata già depredata da Hagerman.

Hagerman ricoperto dall'oro fuso

I cowboy, irati di non aver trovato l'oro distruggono le croci del cimitero e disseppelliscono tutti i cadaveri per vedere se l'oro è in qualche altra tomba. Mentre l'altro indiano sfuggito al linciaggio, penetra nella magione di Sorrow per liberare Hermano (che ammazza Sorrow) in città, la moglie di Hagerman dà fuoco alla casa. Hagerman, prima di scappare cerca di riprendere l'oro che aveva nascosto in un mobile sopraelevato, ma non appena apre lo sportello l'oro fuso dal caldo gli piove addosso, ustionandolo completamente. Tutti gli altri cittadini assistono all'incendio ma nessuno di loro interviene adducendo scuse, ma in realtà è perché sono tutti debitori di Hagerman. Hermano arriva in città ma è troppo tardi per liberare la moglie di Hagerman, bruciata viva anche lei nell'incendio. Ora che non ha più nulla che lo lega alla città, Hermano parte via.

## Produzione
Il progetto nacque come film su commissione. Giulio Questi incontrò un produttore, Alessandro Jacovoni, che gli chiese di fare uno spaghetti-western, genere allora all'apice del successo in Italia. In quel periodo il regista, insieme al suo amico Franco Arcalli, stava preparando La morte ha fatto l'uovo. Accantonò quindi quel progetto e accettò l'offerta del produttore e, insieme ad Arcalli, si trasferì in Spagna.
L'aiuto regista è Gianni Amelio, in seguito regista di film come Il ladro di bambini.

### Censura
Per le numerose scene violente il film ebbe  problemi con la censura. Uscito nel febbraio del 1967, con il divieto ai minori di 18 anni, il film fu sequestrato l'8 marzo dello stesso anno. Tornò nelle sale sette giorni dopo, con due tagli (le scene sopraelencate). Il film poi scomparve dalla circolazione, per tornarvi solo nel 1975 con il titolo Oro Hondo, con le scene censurate reintegrate ma con altri piccoli tagli. (Associare come fonte Alberto Crespi, Storia dell'Italia in 15 film, p. 91)

La scena in cui i cittadini scuoiano vivo il bandito per prendere i proiettili d'oro

Nel 2004 è uscito in DVD, finalmente nella versione director's cut, col commento del regista. In seguito questa versione è stata trasmessa anche su Sky.

## Collegamenti ad altre pellicole
- La scena iniziale del film, in cui Tomas Milian esce dalla fossa che si era scavato lui stesso, ferito e pieno di terra, è stata citata da Quentin Tarantino in Kill Bill: Volume 2 quando la sposa riesce ad uscire dalla bara in cui era stata sepolta.

### Slogan pubblicitario
"La critica entusiasta, il pubblico allibito, la censura in allarme! Il film è severamente vietato ai minori di 18 anni, perché trattasi di esperimento allucinante ai limiti del proibito. Dato il crudele realismo delle scene se ne sconsiglia la visione alle persone facilmente impressionabili".

### Titoli esteri
Il film uscì negli Stati Uniti come Django, Kill... If You Live, Shoot!, in Germania Ovest come Töte, Django, in Finlandia come Django - tappaja, in Francia come Tire encore si tu peux e in Spagna come Oro maldito.